# Piarres Lafitte
Piarres Lafitte Ithurralde (Luhuso, Labort (Francia) 21 de mayo de 1901-Bayona, 23 de febrero de 1983) fue un sacerdote y escritor vascofrancés en euskera conocido por sus estudios acerca de la literatura en euskera, especialmente la popular. Fue fundador y director de las revistas Herria (1944) y Aitzina. Fue precursor del primer grupo vinculado al nacionalismo vasco en Iparralde, llamado eskualerriste.

## Trabajos

### Narrativa
- Historio-misterio edo etherazainaren ipui hautatuak (1990, Publicación Herri-Egan)

### Ensayo
- Koblakarien legea (1935, Gure Herria)
- Mende huntako euskaldun idazleen Pentsa-bideak (1974, Gure Herria)
- Pierre Topet-Etxahun (1970, Editions Herria)

### Antología
- Euskadunen Loretegia. XVI-garren mendetik hunateko liburuetatik bildua. Lehen zatia (1645-1800) (1931, Lasserre)

### Teatro
- Hil biziaren ordenua (1963, Herria)
- Santcho Azkarra (1954, Ed. Herria)

### Bertsos
- Mañex Etchamendi bertsularia (1972, Auspoa)
- Murtuts eta bertze... (artho churitzeko zonbait ichorio chahar) (1945, Aintzina)

### Colección
- Kazetari lan hautatuak (2002, Elkar)